# Pilotrichella sericea
Pilotrichella sericea är en bladmossart som beskrevs av Kindberg 1891. Pilotrichella sericea ingår i släktet Pilotrichella och familjen Meteoriaceae. Inga underarter finns listade i Catalogue of Life.